# Zeitzeuge
Zeitzeugen sind Personen, die von bestimmten historischen Ereignissen Zeugnis geben können, weil sie zu der betreffenden Zeit gelebt haben. Enger gefasst ist dagegen der Begriff Augenzeuge, d. h. jemand, der ein bestimmtes Ereignis vor Ort persönlich miterlebt hat und später über seine Beobachtungen berichten kann. Bei Dingen und Überlieferung an sich handelt es sich um ein Zeitzeugnis.

## Begriffsverwendung
Trotz vereinzelter Erwähnungen im 18. und 19. Jahrhundert taucht der Begriff Zeitzeuge erst ab Ende der 1970er Jahre häufiger in der Literatur und der Umgangssprache auf. Bevor dieses Wort endgültig zum Allgemeinbegriff wurde, wurde dieselbe Bedeutung mit den Umschreibungen „Zeuge der Zeit“ oder „Zeuge seiner Zeit“ verbunden.
Der Wortbestandteil „Zeuge“ weist auf weitreichende und tiefwurzelnde rechtsgeschichtliche, religiöse und historiografische Traditionen hin. Als Zeitzeugen werden heute in Deutschland zum Beispiel Menschen bezeichnet, welche die Zeit des Nationalsozialismus oder die Geschichte der Deutschen Demokratischen Republik aus eigener Anschauung erlebt haben. Im Wesentlichen gehören dazu neun Formierungskontexte:
- die Herausbildung der Zeitgeschichte in der Bundesrepublik Deutschland und wissenschaftliche Aufarbeitung des Nationalsozialismus
- Oral History
- die Aufarbeitung des Nationalsozialismus vor Gericht
- Medialisierungsprozesse und das bundesdeutsche Geschichtsfernsehen
- KZ-Gedenkstätten
- DDR-Museen
- Zeitzeugenschaft in der DDR und deren Einbindung in pädagogisch-antifaschistische Praxen
- das 'Verschwinden der Zeitzeugen' und Zeitzeugenschaft im Internet
- Zeitzeugenschaft in DDR-Bezügen vor und DDR-Aufarbeitung nach 1989/90.

Zeitzeugen sind heutzutage aus dem Geschichtsunterricht, der außerschulischen politischen Bildung, der Museumsarbeit, aus Fernsehen und Internet, aus der 'Bewältigung' der Zeit des Nationalsozialismus wie auch aus der DDR-Aufarbeitung nicht mehr wegzudenken. Dennoch ist eine einheitliche Definition des Begriffs Zeitzeuge kaum möglich. Der Begriff ist sehr wandelbar, in stetiger Entwicklung begriffen, und unterliegt hierbei bestimmten Funktionalisierungen und Zuschreibungen. Die genannten Kontexte überschneiden sich teilweise, was die Komplexität der Erscheinungsformen von Zeitzeugenschaft aufzeigt.
Die DDR-Zeitzeugenschaft ist zum einen eng verknüpft mit den Debatten um die Aufarbeitung der Geschichte der DDR; zum anderen besteht zwar ein geschichtlicher Zusammenhang zwischen Zeitzeugenschaft der DDR und Zeitzeugenschaft der Zeit des Nationalsozialismus, die „konkreten Ausformungen von DDR-Zeitzeugenschaft erfolgen aber entlang der Spezifika von DDR-Aufarbeitung und DDR-Vermittlung.“
In der DDR gab es den Begriff Zeitzeuge nicht. Dennoch wurden Überlebende und Veteranen zur Vermittlung des offiziellen Geschichtsbildes eingesetzt, so dass eine „Infrastruktur von Zeitzeugenschaft in der DDR“ zwar vorhanden war, wenn auch unter anderen Vorzeichen als in der damaligen Bundesrepublik.
Der Begriff stumme Zeitzeugen, bezeichnet historische Gegenstände oder Bauwerke, die Zeugnis eines bestimmten Ereignisses oder einer bestimmten Periode darstellen.
Zeitzeugnis ist ein „Zeugnis einer bestimmten Zeit“. So wie Zeitzeuge sowohl für eine Person als auch für einen Gegenstand, ein Gebäude usw. verstanden wird, wird auch der Begriff Zeitzeugnis verwendet: Eine Person, der Zeitzeuge, legt sein Zeitzeugnis in Form eines Berichtes bezüglich einer bestimmten Zeit ab, aber auch die Interpretation von Gegenständen und Schriften (z. B. Zeitungen, Literatur und Gedichte, etc.) werden als Zeitzeugnis verstanden. Ein wichtiger Sammler von Zeitzeugnissen zum 20. Jahrhundert war der Schriftsteller Walter Kempowski.

## Sicht der Geschichtswissenschaft
Die Geschichtswissenschaft sieht Zeitzeugen als eine Art von historischen Quellen an, die ebenso kritisch wie andere Quellen und nur im Zusammenhang mit anderen Quellen auszuwerten sind. Eine bestimmte Methode, die Oral History, betont die Bedeutung gerade von weniger prominenten Zeitzeugen.
Die Glaubwürdigkeit eines Zeitzeugen ist – wie bei Zeugen allgemein – abhängig von der zeitlichen und räumlichen Nähe vom Vorgang (unmittelbare Anwesenheit am Ort des Geschehens oder nur vermittelte Kenntnis), von seinem sachlichen Verständnis des Vorgangs (z. B. bei juristischen Verhandlungen oder aufgrund des Lebensalters) und vom Interesse an einer bestimmten Interpretation des Vorgangs.
Aussagen, die dem Interesse des Zeitzeugen widersprechen, sind eher glaubwürdig als solche, die das eigene Interesse legitimieren. Beispiele sind Lob eines Gegners bzw. negative Bemerkungen über einen Freund.

## Geschichtsdidaktik und „Zeitzeugenkreise“
Zeitzeugen dienen auch im geschichtsdidaktischen Sinn, z. B. indem sie in Schulklassen über unmittelbar Erlebtes berichten oder für Studienarbeiten in Interviews zu offenen Fragen Stellung nehmen. Die Vermittlung persönlicher Erlebnisse ist für die Schüler oft spannender, als Texte darüber zu lesen. Zunehmend werden auch aufgezeichnete Zeitzeugen-Interviews im Unterricht genutzt; digitale Bildungsmaterialien vermitteln quellenkritische Kompetenz im Umgang mit audiovisuellen Zeugnissen und Lebensgeschichten von ehemaligen Zwangsarbeitern und Überlebenden der Shoah.
Einige Zeitzeugen treffen sich regelmäßig und tragen dabei zu einem Themenschwerpunkt, wie z. B. Flucht und Vertreibung, Bombardierung, Schulzeit Berichte vor. Diese werden diskutiert, aufgeschrieben und anschließend für Interessierte veröffentlicht, vorgelesen, erzählt (Erzählcafé) oder im Internet publiziert. Durch die Veröffentlichung ergeben sich vielfältige Kontakte zu Schulen, Hochschulen sowie Interviewanfragen, Schilderungen im Radio oder Fernsehen. Bekannt wurde die ZDF-Serie Zeugen des Jahrhunderts.

## Kritik
Lutz Niethammer und Harald Welzer haben auf die Schwierigkeiten der Methode mündlicher autobiografischer Erzählungen für die historische Rekonstruktion besonders hingewiesen. Das Selbstbild älterer Zeitzeugen kann die Erinnerung so stark beeinflussen, dass selbst objektiv Falsches glaubhaft vermittelt wird. Zeitzeugen können die Kommunikationsmöglichkeit eines Gespräches für Abschweifungen benutzen oder ihren einstudierten Text zu einer Botschaft für die Späteren umbauen. Sowohl ehemalige KZ-Häftlinge als auch Weltkriegsteilnehmer müssen sehr kritisch wahrgenommen werden. Vor allem Schüler sind damit häufig überfordert, gerade weil der „authentische“ Zeuge sie besonders beeindruckt.
Rainer Wirtz kritisierte besonders die Verwendung von Zeitzeugen zur vorgeblichen Authentisierung von Geschichtsdarstellungen im Fernsehen.